# Ramdzangijn Aldaa-nysz
Ramdzangijn Aldaa-nysz (mong. Рамазангийн Алдаа-ныш; ur. 23 listopada 1945) – mongolska lekkoatletka, biegaczka sprinterska i średniodystansowa, olimpijka. 
Brała udział w igrzyskach olimpijskich w 1964 roku (Tokio). Wystąpiła w eliminacjach na 400 i 800 metrów. W swoim biegu kwalifikacyjnym na krótszym dystansie zajęła ostatnie ósme miejsce z czasem 1:00,8 i nie awansowała do kolejnej rundy zawodów. Podobnie było w biegu na 800 metrów, zajęła ostatnią siódmą pozycję (z czasem 2:21,1) i nie awansowała dalej.
Rekordy życiowe: 400 metrów – 58,8 (1964), 800 metrów – 2:18,7 (1964).